# U.S. Steel Tower
U.S. Steel Tower é um dos arranha-céus mais altos do mundo, com 256 metros (841 ft). Edificado na cidade de Pittsburgh, Estados Unidos, foi concluído em 1970 com 64 andares.